# Мамаева, Ирина Леонидовна
Ири́на Леони́довна Мама́ева (род. 15 апреля, 1978) — русская писательница, журналистка.

## Биография
В 2000 году окончила Петрозаводский государственный университет по специальности «зоотехник». Работала телятницей, зоотехником, берейтором (объездчиком лошадей), имеет третий разряд по конкуру (конный спорт). Училась в Литературном институте на отделении поэзии, но институт не окончила. Работала журналисткой в петрозаводских газетах «Машиностроитель» и «Прионежье».
Дебютную повесть «Ленкина свадьба» опубликовала в 2005 году в журнале «Дружба народов». Также публиковалась в журналах «Наш современник», «Север», «Урал», «Сarelia» (на финском языке), в альманахах «Апрель», «Литрос», в газетах «Лицей», «Северный курьер», «ТВР-Панорама», «Литературная Россия», «Литературная газета», в сборниках «Стихи не приходят по зову…», «Волны трав», «Новые писатели».

## Книги
- «Земля Гай» — издательство «Вагриус», Москва, 2006, серия «Молодая литература России»[5][6][7].
- «Любить и жалеть» — издательство «Verso», Петрозаводск, 2007.
- «С дебильным лицом» — издательство АСТ, Москва, 2009.
- «Земля Гай» — Библиотека журнала «Дружба народов», Москва, 2009.
- «Наследницы Белкина» — издательство «КоЛибри», Москва, 2010 (сборник).

## Публикации
- Ленкина свадьба — повесть, «Дружба народов», № 6, 2005.
- Земля Гай — повесть, «Дружба народов», № 1, 2006.
- С дебильным лицом — журнальная версия романа, «Дружба народов», № 12, 2007.
- Море ты моё — рассказ, «Пролог», 2006[8].
- Мои Анны — рассказ, «Новые писатели», 2006.
- Entre nous — рассказ, «Наш современник», № 10, 2007[9].
- Росомаха — рассказ, «Литрос», № 10, 2009.
- Бутыль — повесть, «Дружба народов», № 9, 2010.

## Рецензии на произведения Ирины Мамаевой
- Александр Карасёв. Знает ли Ирина Мамаева о Ленкиной смерти?
- Аркадий Кузнецов. Взгляд за околицу.
- Лев Пирогов. Пробуждение. Книга о любви к родине.
- Елена Погорелая. Немотивированность бытия.

## Публикации о Ирине Мамаевой
- Станислав Секретов. Несбывшиеся. После молодости // Вопросы литературы. — 2020. — Вып. 3.

## Интервью
- Мама Ева.
- Настоящий писатель похож на ребёнка.
- Всё будет хорошо.
- Ирина Мамаева в Москве и Израиле.

## Премии
- Общества «Открытая Россия» (2004)
- «Соколофф-приз» (2005)
- «Эврика!» (2006)
- Имени Валентина Распутина (2007)
- Имени Антона Дельвига (2008)
- «Ясная Поляна» (2011)[10]